# Federació Mundial de la Joventut Democràtica
La Federació Mundial de la Joventut Democràtica (en anglès: World Federation of Democratic Youth) és una organització juvenil reconeguda per l'Organització de les Nacions Unides (ONU) com una ONG de la joventut internacional. Va ser fundada el 1945 a Londres en finalitzar les sessions de la Conferència Mundial Juvenil, com un ample moviment internacional de joventuts en el marc de la fi de la Segona Guerra Mundial. No obstant això, un cop va començar la Guerra Freda, pràcticament totes les organitzacions de països capitalistes es van retirar de la FMJD per la seva associació amb partits comunistes i socialistes alineats amb la Unió Soviètica (URSS).
Quan es van desarticular el Bloc de l'Est i l'URSS entre 1989 i 1992, la FMJD va entrar en crisi. Van aparèixer discussions i conflictes interns sobre el caràcter de l'organització a causa del buit de poder creat per la desaparició del seu membre més important, el Komsomol soviètic. Algunes van pugnar per una estructura més apolítica, mentre que altres es mostraven a favor d'una organització obertament d'esquerra. La FMJD va poder sobreviure a la crisi i és avui dia una organització juvenil activa que realitza activitats regulars. La seu de l'organització està situada en la capital hongaresa, Budapest. El principal esdeveniment organitzat per l'FMJD és el Festival Mundial de la Joventut i els Estudiants; la seva darrera edició es va celebrar a la ciutat russa de Sotxi el 2017 i va tenir més de 25.000 participants d'un total de 185 països.

## Membres de la Federació Mundial de la Joventut Democràtica

### Membres actius
La següent és una llista de les organitzacions que el 2016 formaven part de la Federació Mundial de la Joventut Democràtica.

#### Àfrica
| Bandera                                           | País                                | Organització juvenil                                        | Partit polític                                          |
|                                                   | Algèria                             | Unió Nacional dels Estudiants Algerians                     | Front Nacional d'Alliberament d'Algèria                 |
|                                                   | Angola                              | Joventut del Moviment Popular per a la Llibertad de Angola  | Moviment Popular per a l'Alliberament d'Angola          |
|                                                   | Benín                               | Organització dels Joves Revolucionaris de Benín             | Partit Comunista de Benín                               |
|                                                   | Burundi                             | Joventut Revolucionària Rwagasore                           | Unió per al progrés nacional                            |
|                                                   | Cap Verd                            | Joventut del Partit Africà per la Independència de Cap Verd | Partit Africà per la independència de Cap Verd          |
|                                                   | Egipte                              | Joves Comunistes d'Egipte                                   | Partit Comunista d'Egipte                               |
|                                                   | Eritrea                             | Unió Nacional de Joves i Estudiants d'Eritrea               | Front Popular d'Alliberament d'Eritrea                  |
|                                                   | Etiòpia                             | Lliga de la Joventut d'Etiòpia                              | Front Democràtic Revolucionari Popular Etíop            |
|                                                   | Ghana                               | Lliga Democràtica de la Joventut de Ghana                   | Congrés Nacional Democràtic de Ghana                    |
|                                                   | Guinea Bissau                       | Joventut Africana Amílcar Cabral                            | Partit Africà per la independència de Guinea i Cap Verd |
|                                                   | Madagascar                          | Comitè Democràtic de la Joventut de Madagascar              | Partit del Congrés de la Independència de Madagascar    |
|                                                   | Marroc                              | Joventut del Partit de la Independència                     | Partit de la Independència del Marroc                   |
| Joventut de la Unió Socialista de Forces Populars | Marroc                              | Unió Socialista de Forces Populars                          |                                                         |
| Joventut del Partit del Progrés i el Socialisme   | Marroc                              | Partit del Progrés i el Socialisme                          |                                                         |
|                                                   | Moçambic                            | Organització de la Joventut Moçambiquenya                   | Front d'Alliberament de Moçambic                        |
|                                                   | Namíbia                             | Lliga Juvenil del Partit SWAPO                              | SWAPO                                                   |
|                                                   | Nigèria                             | Consell Nacional de la Joventut de Nigèria                  | Partit Comunista de Nigèria                             |
|                                                   | Lesotho                             | Federació de la Joventut de Lesotho                         | Partit Comunista de Lesotho                             |
|                                                   | Líbia                               | Organització Nacional de la Joventut de Líbia               | Unió Àrab Socialista de Líbia                           |
|                                                   | República Àrab Saharauí Democràtica | Unió de Joves de Saguia el Hamra i Riu d'Or                 | Front Polisario                                         |
|                                                   | Senegal                             | Unió de la Joventut Democràtica Alboury Ndiaye              | Partit de la Independència i el Treball                 |
| Moviment de la Joventut Democràtica               | Senegal                             | Lliga Democràtica Moviment del Partit del Treball           |                                                         |
|                                                   | Sud-àfrica                          | Lliga Juvenil del Congrés Nacional Africà                   | Congrés Nacional Africà                                 |
| Lliga de Joves Comunistes                         | Sud-àfrica                          | Partit Comunista de Sud-àfrica                              |                                                         |
|                                                   | Sudan                               | Unió de Joves de Sudan                                      | Partit Comunista de Sudan                               |
|                                                   | Tanzània                            | Unió de Joves Revolucionaris de Tanzània                    | Partit Revolucionari de Tanzània                        |
|                                                   | Zàmbia                              | Lliga Juvenil del Partit Nacional Unit Independent          | Partit Nacional Unit Independent                        |
|                                                   | Zimbabwe                            | Lliga Juvenil de la Unió Nacional Africana de Zimbabwe      | Unió Nacional Africana de Zimbabwe - Front Patriòtic    |

#### Amèrica
| Bandera                                              | País                 | Organització juvenil                        | Partit polític                                     |
|                                                      | Argentina            | Federació Juvenil Comunista de l'Argentina  | Partit Comunista de l'Argentina                    |
|                                                      | Barbados             | Lliga de la Joventut Socialista de Barbados | Partit Laborista de Barbados                       |
|                                                      | Bolívia              | Joventut Comunista de Bolívia               | Partit Comunista de Bolívia                        |
|                                                      | Brasil               | Joventut Revolucionària 8 d'Octubre         | Moviment Revolucionari 8 d'Octubre                 |
| Joventut del PDT                                     | Brasil               | Partit Democràtic dels Treballadors         |                                                    |
| Joventut del Partit del Moviment Democràtic Brasiler | Brasil               | Partit del Moviment Democràtic Brasiler     |                                                    |
| Unió de la Joventut Comunista                        | Brasil               | Partit Comunista del Brasil                 |                                                    |
| Unió de la Joventut Socialista                       | Brasil               | Partit Comunista del Brasil                 |                                                    |
| Joventut Socialista Brasilera                        | Brasil               | Partit Socialista Brasiler                  |                                                    |
|                                                      | Canadà               | Lliga de la Joventut Comunista Canadenca    | Partit Comunista del Canadà                        |
|                                                      | Colòmbia             | Joventut Comunista Colombiana               | Partit Comunista Colombià                          |
|                                                      | Costa Rica           | Joventut Frente Amplio de Costa Rica        | Frente Amplio de Costa Rica                        |
|                                                      | Cuba                 | Unió de Joves Comunistes                    | Partit Comunista de Cuba                           |
|                                                      | Equador              | Joventut Socialista Equatoriana             | Partit Socialista Equatorià                        |
| Joventut Comunista de l'Equador                      | Equador              | Partit Comunista de l'Equador               |                                                    |
|                                                      | El Salvador          | Joventut Farabundo Martí                    | Frente Farabundo Martí para la Liberación Nacional |
|                                                      | Estats Units         | Lliga Juvenil Comunista dels Estats Units   | Partit Comunista dels Estats Units d'Amèrica       |
| Joventut Democràtica Socialista                      | Estats Units         | Partit dels Treballadors Socialistes        |                                                    |
|                                                      | Grenada              | Moviment Juvenil Maurice Bishop             | Moviment Patriòtic Maurice Bishop                  |
|                                                      | Guatemala            | Joventut URNG                               | Unitat Revolucionària Nacional Guatemalteca        |
|                                                      | Guyana               | Moviment Juvenil Walter Rodney              | Partit Progressista del Poble                      |
|                                                      | Haití                | Joventut del Partit Social Demòcrata Haitià | Fusió dels Social Demòcrates Haitians              |
|                                                      | Jamaica              | Joventut del Partit Nacional del Poble      | Partit Nacional del Poble                          |
|                                                      | Mèxic                | Joventut Popular Socialista                 | Partit Popular Socialista                          |
| Joventut Comunista de Mèxic                          | Mèxic                | Partit Comunista de Mèxic                   |                                                    |
|                                                      | Panamà               | Moviment de la Joventut Popular Panamenya   | Front Ampli per la Democràcia                      |
|                                                      | Paraguai             | Joventut Comunista Paraguaia                | Partit Comunista Paraguaià                         |
|                                                      | Perú                 | Joventut Comunista Peruana                  | Partit Comunista Peruà                             |
| JCP Pàtria Roja Perú                                 | Perú                 | Partit Comunista Peruà - Pàtria Roja        |                                                    |
|                                                      | República Dominicana | Joventut Revolucionària Moderna             | Partit Revolucionàri Modern                        |
|                                                      | Uruguai              | Unió de Joves Comunistes de l'Uruguai       | Partit Comunista de l'Uruguai                      |
| Joves del Moviment 26 de març                        | Uruguai              | Moviment 26 de març                         |                                                    |
|                                                      | Veneçuela            | Joventut Comunista de Veneçuela             | Partit Comunista de Veneçuela                      |
|                                                      | Xile                 | Joventuts Comunistes de Xile                | Partit Comunista de Xile                           |

#### Àsia i Oceania
| Bandera                                         | País                                   | Organització juvenil                          | Partit polític                           |
|                                                 | Armènia                                | Lliga Juvenil Comunista d'Armènia             | Partit Comunista d'Armènia               |
|                                                 | Austràlia                              | Resistance socialist youth organization       | Socialist Alliance                       |
|                                                 | Azerbaidjan                            | Lliga Juvenil Comunista de l'Azerbaidjan      | Partit Comunista de l'Azerbaidjan        |
|                                                 | Bahrein                                | Associació de Joves Al Shabeeba de Bahrain    | Associació Al Shabeeba de Bahrain        |
|                                                 | Bangladesh                             | Unió de Joves de Bangladesh                   | Partit Comunista de Bangladesh           |
| Unió d'Estudiants de Bangladesh                 | Bangladesh                             |                                               | Partit Comunista de Bangladesh           |
|                                                 | Bhutan                                 | Joventut Democràtica de Bhutan                | Partit Comunista de Buthan               |
| Unió d'Estudiants de Bhutan                     | Bhutan                                 |                                               | Partit Comunista de Buthan               |
|                                                 | Geòrgia                                | Lliga de Joves Comunistes de Georgia          | Partit Comunista de Georgia              |
|                                                 | Índia                                  | Federació Juvenil de la India                 | Partit Comunista de l'Índia              |
| Federació d'Estudiants de la India              | Índia                                  |                                               | Partit Comunista de l'Índia              |
| Federació de la Joventut Democràtica de l'Índia | Índia                                  |                                               | Partit Comunista de l'Índia              |
| Lliga Juvenil de la India                       | Índia                                  | Bloc Endavant de la India                     |                                          |
| Front de Joves Revolucionaris                   | Índia                                  | Partit Socialista Revolucionari               |                                          |
|                                                 | Iran                                   | Joves comunistes iranians                     | Partit Comunista de l'Iran               |
|                                                 | Iraq                                   | Federació de Joves Democràtics d'Iraq         | Partit Comunista Iraquià                 |
|                                                 | Israel                                 | Lliga Comunista Juvenil d'Israel              | Partit Comunista d'Israel                |
|                                                 | Japó                                   | Lliga de la Joventut Democràtica del Japó     | Partit Comunista Japonès                 |
|                                                 | Laos                                   | Unió de la Joventut Revolucionària de Laos    | Partit Popular Revolucionari de Laos     |
|                                                 | Líban                                  | Unió de Joves Democràtics Libanesos           | Partit Comunista Libanès                 |
|                                                 | Myanmar                                | Front Democràtic Estudiantil de Birmània      | Partit Comunista de Birmània             |
|                                                 | Nepal                                  | Lliga Comunista Juvenil del Nepal             | Partit Comunista del Nepal               |
|                                                 | Palestina                              | Unió General d'Estudiants Palestins           | Moviment d'Alliberament Nacional Palestí |
|                                                 | República Àrab de Síria                | Unió de Democràtica de Joves de Síria         | Partit Comunista Sirià                   |
|                                                 | República de Corea                     | Federació Sudcoreana de Consells Estudiantils | Hanchongryun                             |
|                                                 | República Popular Democràtica de Corea | Lliga de la Joventut Socialista Kim Il Sung   | Partit del Treball de Corea              |
|                                                 | Sri Lanka                              | Federació de Joves Comunistes                 | Partit Comunista de Sri Lanka            |
|                                                 | Turquia                                | Joves Comunistes de Turquia                   | Partit Comunista de Turquia              |
|                                                 | Vietnam                                | Unió de Joves Comunistes Ho Chi Minh          | Partit Comunista del Vietnam             |

#### Europa
| Bandera                                | País            | Organització juvenil                        | Partit polític                              |
|                                        | Alemanya        | Joventut Lliure Alemanya                    | Partit Comunista d'Alemanya                 |
| Joventut Socialista Obrera Alemanya    | Alemanya        | Partit Comunista Alemany                    |                                             |
|                                        | Àustria         | Joventut Comunista d'Àustria                | Partit Comunista d'Àustria                  |
|                                        | Bèlgica         | COMAC                                       | Partit dels Treballadors de Bèlgica         |
|                                        | Belarús         | Unió Juvenil Republicana de Belarús         | Partit Comunista de Belarús                 |
|                                        | Catalunya       | Joventut Comunista de Catalunya             | Comunistes de Catalunya                     |
| Joves Comunistes del Poble Català      | Catalunya       | Partit Comunista del Poble de Catalunya     |                                             |
|                                        | Dinamarca       | Joventut Comunista de Dinamarca - Ungdom    | Partit Comunista de Dinamarca               |
|                                        | Eslovàquia      | Unió Socialista de Joves                    | Partit Comunista d'Eslovàquia               |
|                                        | Espanya         | Col·lectius de Joves Comunistes             | Partit Comunista dels Pobles d'Espanya      |
| Unió de Joventuts Comunistes d'Espanya | Espanya         | Partit Comunista d'Espanya                  |                                             |
|                                        | Finlàndia       | Lliga Juvenil Comunista de Finlàndia        | Partit Comunista de Finlàndia               |
|                                        | França          | Moviment de la Joventut Comunista de França | Partit Comunista Francès                    |
|                                        | Grècia          | Joventut Comunista de Grècia                | Partit Comunista de Grècia                  |
|                                        | Països Baixos   | Moviment Juvenil Comunista                  | Nou Partit Comunista dels Països Baixos     |
|                                        | Hongria         | Front d'Esquerra                            | Partit Comunista dels Treballadors Hongarès |
|                                        | Irlanda         | Joventut del Partit dels Treballadors       | Partit dels Treballadors d'Irlanda          |
| Moviment Juvenil Connolly              | Irlanda         | Partit Comunista d'Irlanda                  |                                             |
|                                        | Itàlia          | Joves de la Refundació Comunista            | Partit de la Refundació Comunista           |
|                                        | Noruega         | Joves Comunistes de Noruega                 | Partit Comunista de Noruega                 |
|                                        | Portugal        | Joventut Comunista Portuguesa               | Partit Comunista Portuguès                  |
|                                        | Regne Unit      | Lliga de Joves Comunistes                   | Partit Comunista de la Gran Bretanya        |
| Joventut Socialista                    | Regne Unit      | Lliga Socialista de la Gran Bretanya        |                                             |
|                                        | República Txeca | Unió Comunista de la Joventut               | Partit Comunista de Bohèmia i Moràvia       |
|                                        | Romania         | Unió de Joves Socialistes                   | Partit Socialista Romanès                   |
|                                        | Rússia          | Komsomol de la Federació Russa              | Partit Comunista de la Federació Russa      |
|                                        | Sèrbia          | Unió de Joves Comunistes de Iugoslàvia      | Nou Partit Comunista de Iugoslàvia          |
|                                        | Suècia          | Joves comunistes revolucionaris             | Partit Comunista de Suècia                  |
|                                        | Ucraïna         | Komsomol d'Ukraïna                          | Partit Comunista d'Ucraina                  |
|                                        | Xipre           | Organització Juvenil Democràtica Unida      | Partit Progressista del Poble Treballador   |

### Antics membres
| Bandera                                       | País                           | Organització juvenil                               | Partit polític                                             |
|                                               | Afganistan                     | Organització Juvenil Democràtica de l'Afganistan   | Partit Watan                                               |
|                                               | Alemanya                       | Sozialistischer Jugendverband Karl Liebknecht      | Partit Comunista de Berlin Occidental                      |
|                                               | Argentina                      | Joventut Intransigent Argentina                    | Partit Intransigent                                        |
| Joventut Socialista Autèntica                 | Argentina                      | Partit Socialista Autèntic                         |                                                            |
|                                               | Bèlgica                        | Joventut Comunista de Bèlgica                      | Partit Comunista de Bèlgica                                |
|                                               | Bolívia                        | Universitaris Bolivians                            | Confederació Universitària Boliviana                       |
|                                               | Bulgària                       | Unió Comunista de la Joventut Dimitrov             | Partit Comunista Búlgar                                    |
|                                               | Cambodja                       | Unió Juvenil Revolucionària del Poble de Kamputxea | Partit Revolucionari del Poble de Kamputxea                |
|                                               | Colòmbia                       | Federació Obrera Juvenil                           | Partit Comunista Colombià                                  |
| Joventut de l'Aliança Nacional Popular        | Colòmbia                       | Aliança Nacional Popular                           |                                                            |
| Joventut del Poder Popular                    | Colòmbia                       | Poder Popular                                      |                                                            |
| Estudiants de secundària colombians           | Colòmbia                       | Unió Nacional d'Estudiants de Secundària           |                                                            |
| Unió de Joves Patriotes                       | Colòmbia                       | Unió Patriòtica de Colòmbia                        |                                                            |
|                                               | Costa Rica                     | Joventut del Poble Costa Rica                      | Coalició Poble Unit                                        |
| Joventut Patriòtica de Costa Rica             | Costa Rica                     | Aliança Patriòtica de Costa Rica                   |                                                            |
| Joventut Avantguardista de Costa Rica         | Costa Rica                     | Vanguardia Popular                                 |                                                            |
|                                               | El Salvador                    | Universitaris Salvadorenys                         | Associació General d'Estudiants Universitaris Salvadorenys |
|                                               | Equador                        | Departament Juvenil de la CTE                      | Central de Treballadors de l'Equador                       |
|                                               | Finlàndia                      | Lliga Juvenil Democràtica de Finlàndia             | Lliga Democràtica Popular de Finlàndia                     |
|                                               | Grècia                         | Joventut Comunista de Grècia (Interior)            | Partit Comunista de Grècia (Interior)                      |
| Organització Juvenil Panhel·lènica Unida      | Grècia                         | Front d'Alliberament Nacional                      |                                                            |
|                                               | Guadeloupe                     | Unió de la Joventut Comunista de Guadalupe         |                                                            |
|                                               | Guatemala                      | Joventut Patriòtica del Treball                    |                                                            |
|                                               | Guyana                         | Moviment Juvenil Socialista                        |                                                            |
|                                               | Haití                          | Joventut Comunista d'Haití                         |                                                            |
|                                               | Hondures                       | Federació de la Joventut Comunista                 |                                                            |
|                                               | Hongria                        | Hungarian Young Communist League                   | Partit Socialista dels Treballadors Hongaresos             |
|                                               | Islàndia                       | Lliga Juvenil Comunista Revolucionària             |                                                            |
|                                               | Illes Fèroe                    | Færøske Socialister                                |                                                            |
|                                               | Itàlia                         | Federació Juvenil Comunista Italiana               | Partit Comunista Italià                                    |
|                                               | Jamaica                        | Lliga Juvenil Comunista del PTJ                    | Partit dels Treballadors de Jamaica                        |
|                                               | Luxemburg                      | Joventut Comunista de Luxemburg                    | Partit Comunista de Luxemburg                              |
|                                               | Martinica                      | Unió de la Joventut Comunista de Martinica         |                                                            |
|                                               | Mèxic                          | Front Juvenil Revolucionari                        |                                                            |
| Joventut Socialista dels Treballadors         | Mèxic                          |                                                    |                                                            |
|                                               | Mongòlia                       | Unió Juvenil Revolucionària                        |                                                            |
|                                               | Nicaragua                      | Joventut Sandista 19 de Juliol                     | Front Sandinista d'Alliberament Nacional                   |
|                                               | Països Baixos                  | Unió General de la Joventut Holandesa              | Partit Comunista dels Països Baixos                        |
|                                               | Panamà                         | Joventut del PRD                                   | Partit Revolucionari Democràtic                            |
|                                               | Perú                           | Joventut Aprista Peruana                           | APRA                                                       |
| Joventut Mariateguista                        | Perú                           | Partit Unificat Mariateguista                      |                                                            |
| Sección Juvenil de la CGTP                    | Perú                           | Confederació General de Treballadors del Perú      |                                                            |
|                                               | Polònia                        | Unió de la Joventut Socialista Polonesa            | Partit Obrer Unificat Polonès                              |
|                                               | Puerto Rico                    | Joventut Comunista de Puerto Rico                  | Partit Comunista de Puerto Rico                            |
| Joventut Socialista de Puerto Rico            | Puerto Rico                    | Partit Socialista de Puerto Rico                   |                                                            |
|                                               | República Dominicana           | Joventut Revolucionària Dominicana                 | Partit Revolucionàri Dominicà                              |
| Unió Democràtica Orlando Martínez             | República Dominicana           | Partit Comunista de la República Dominicana        |                                                            |
|                                               | Romania                        | Unió de la Joventut Comunista                      | Partit Comunista Romanès                                   |
|                                               | San Marino                     | Federació Juvenil Comunista de San Marino          |                                                            |
|                                               | Sri Lanka                      | Joventut del Partit Lanka Sama Samaja              | Partit Lanka Sama Samaja                                   |
| Federació de Joves Comunistes i Progressistes | Sri Lanka                      | Partit Comunista de Sri Lanka                      |                                                            |
|                                               | Saint Vincent i les Grenadines | Organització de Joves d'Avantguarda                |                                                            |
|                                               | Surinam                        | Moviment Nacional Juvenil                          |                                                            |
|                                               | Suècia                         | Ung Vänster                                        | Partit de l'Esquerra                                       |
|                                               | Suïssa                         | Joventut Comunista de Suïssa                       | Partit del Treball Suís                                    |
|                                               | Txecoslovàquia                 | Unió de la Joventut                                | Partit Comunista de Txecoslovàquia                         |
|                                               | Unió Soviètica                 | Komsomol                                           | Partit Comunista de la Unió Soviètica                      |
|                                               | Uruguai                        | Joventut Socialista de l'Uruguai                   | Partit Socialista de l'Uruguai                             |
|                                               | Veneçuela                      | Joventut Socialista-MEP                            | Moviment Electoral del Poble                               |
|                                               | Xile                           | Joventut de l'Esquerra Cristiana de Xile           | Esquerra Cristiana de Xile                                 |
| Joventut Rebel Miguel Enríquez                | Xile                           | Moviment d'Esquerra Revolucionària                 |                                                            |
| Joventut Socialista de Xile                   | Xile                           | Partit Socialista de Xile                          |                                                            |